# Kanton Limoges-Couzeix
Kanton Limoges-Couzeix (francouzsky Canton de Limoges-Couzeix) je francouzský kanton v departementu Haute-Vienne v regionu Limousin. Tvoří ho dvě obce.

## Obce kantonu
- Couzeix
- Limoges (část)